# Fallout 2
| Recensioner     | Recensioner     |
| Recensionsbetyg | Recensionsbetyg |
| Publikation     | Betyg           |
| --------------- | --------------- |
| Gamespot        | [ 3 ]           |
| IGN             | [ 4 ]           |

Fallout 2: A Post Nuclear Role-Playing Game (ibland stavat Fallout II) är ett kritikerrosat spel från 1998 utgivet av Interplay Entertainment. Handlingen utspelas 80 år efter Fallout, i västra USA efter det kärnvapenkrig som ödelagt stora delar av världen. Trots att spelet erbjuder en nästan helt ny värld att utforska, nya historier och äventyr, som är större än i föregångaren, så är spelmekanikerna från det första spelet nästan helt oförändrade. 

## Handling
Året är 2241 och man är en stammedlem från en liten by kallad Arroyo. Som ättling till det första spelets huvudkaraktär, kallad The Vault Dweller, sänds man ut på uppdrag av byns ledare för att hitta en  "G.E.C.K" (Garden of Eden Creation Kit). Denna förklaras vara den enda räddningen från svälten som plågar byn. En G.E.C.K sägs enligt legenden kunna hittas i Vault 13, och det blir uppdraget, att finna detta underjordiska valv som ens egen förfader kom ifrån.
Precis som i Fallout utspelar sig spelet i Kalifornien i USA, fast denna gång strax norr om området från första spelet. 

## Uppföljare
En uppföljare till detta spel påbörjades av Interplay, skaparen till de första två spelen, men projektet lades ner då Interplay stängde Black Isle Studios, deras rollspelsavdelning. Bethesda Softworks köpte upp rättigheterna till Fallout 3. Spelet släpptes sedan i oktober 2008 och blev en succé.
Forumsdiskussionerna innan spelet släpptes på Bethesdas sida och andra forum såsom No Mutants Allowed tydde dock på att de lojala fansen till de två första spelen förväntade sig att Bethesda skulle misslyckas att ge Fallout 3 den unika känsla som de första spelen hade.